# Arabischer Währungsfonds
Der Arabische Währungsfonds, arabisch صندوق النقد العربي, DMG Ṣundūq an-naqd al-ʿarabī, englisch Arab Monetary Fund (AMF), ist eine regionale arabische Organisation, die 1976 gegründet wurde. Ihren Dienst nahm sie 1977 auf. Hauptsitz des AMF ist Abu Dhabi, die Hauptstadt der Vereinigten Arabischen Emirate.
Der AMF ist eine Unterorganisation der Arabischen Liga. Eine der Aufgaben des AMF ist die Einführung einer Gemeinschaftswährung.

## Mitglieder

Mitglieder des Arab Monetary Fund.

- Algerien
- Bahrain
- Komoren
- Dschibuti
- Ägypten
- Irak
- Jordanien
- Kuwait
- Libanon
- Libyen
- Mauretanien
- Marokko
- Oman
- Palästina
- Katar
- Saudi-Arabien
- Somalia
- Sudan
- Syrien
- Tunesien
- Vereinigte Arabische Emirate
- Jemen